# Иловайский, Павел Дмитриевич
Павел Дмитриевич Иловайский (1765—1811) — генерал-майор, герой русско-турецких войн.

## Биография
Родился в 1765 году, сын наказного атамана Донского казачьего войска Дмитрия Ивановича Иловайского.
В службу записан в 1774 году по Донскому казачьему войску и в 1784 году явился в строй, в том же году получил чин войскового старшины и возглавил казачий полк своего имени.
В 1787—1792 годах Иловайский принимал участие в войне с туркамии за отличие в 1790 году был произведён в подполковники. 18 марта 1792 года он был награждён орденом св. Георгия 4-й степени (№ 476 по кавалерскому списку Судравского и № 902 по списку Григоровича — Степанова)
За храбрые и мужественные подвиги, оказанные в сражении при Мачине.
По окончании военных действий Иловайский, продолжая командовать своим полком, последовательно получил чины полковника (в 1797 году) и генерал-майора (в 1798 году), а в 1800 году по болезни вышел в отставку.
Новая война с турками побудила Иловайского вернуться в строй с прежним чином и прежней должностью. 20 сентября 1809 Иловайский был награждён орденом Святой Анны 1-й степени, а 8 января 1810 года он был пожалован орденом св. Георгия 3-й степени (№ 201 по кавалерским спискам)
В воздаяние отличнаго мужества и храбрости, оказанных в сражении против турецких войск 4-го сентября при Расевате.
Из-за обострения болезни Иловайский вынужден был оставить службу и уехать на Дон, где он и скончался в следующем году.

## Награды
- Орден Красного Орла (1807, королевство Пруссия)[1]